# Liste der Mitglieder des US-Repräsentantenhauses aus Utah
Diese Liste führt alle Politiker auf, die seit 1850 für Utah dem Repräsentantenhaus der Vereinigten Staaten angehört haben.

## Utah-Territorium (1850–1896)
Das Utah-Territorium entsandte in der Zeit von 1850 bis 1896 7 Kongressabgeordnete:
| Name                     | Amtszeit  | Partei                           | Lebensdaten                           |
| ------------------------ | --------- | -------------------------------- | ------------------------------------- |
| John Milton Bernhisel    | 1851–1859 |                                  | 23. Juli 1799 – 28. September 1881    |
| William Henry Hooper     | 1859–1861 | Demokrat                         | 25. Dezember 1813 – 30. Dezember 1882 |
| John Milton Bernhisel    | 1861–1863 |                                  | 23. Juli 1799 – 28. September 1881    |
| John Fitch Kinney        | 1863–1865 | Demokrat                         | 2. April 1816 – 16. August 1902       |
| William Henry Hooper     | 1865–1873 | Demokrat                         | 25. Dezember 1813 – 30. Dezember 1882 |
| George Quayle Cannon     | 1873–1882 | Republikaner                     | 11. Januar 1827 – 12. April 1901      |
| John Thomas Caine        | 1882–1893 | Demokrat, ab 1889 People’s Party | 8. Januar 1829 – 20. September 1911   |
| Joseph Lafayette Rawlins | 1893–1895 | Demokrat                         | 28. März 1850 – 24. Mai 1926          |
| Frank Jenne Cannon       | 1895–1896 | Republikaner                     | 25. Januar 1859 – 25. Juli 1933       |

## Bundesstaat Utah (1896–dato)

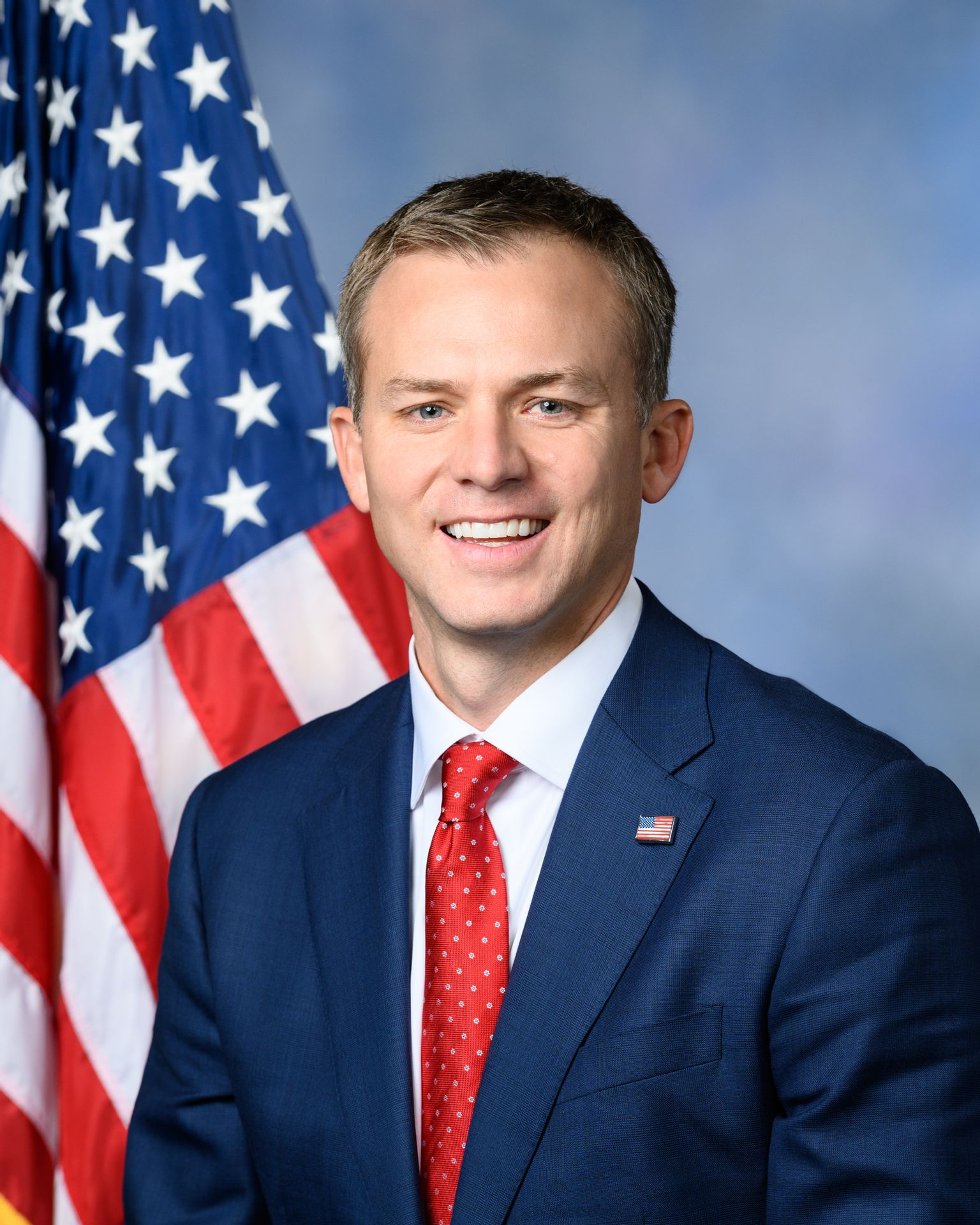
Blake Moore, derzeitiger Vertreter des ersten Kongresswahlbezirks von Utah

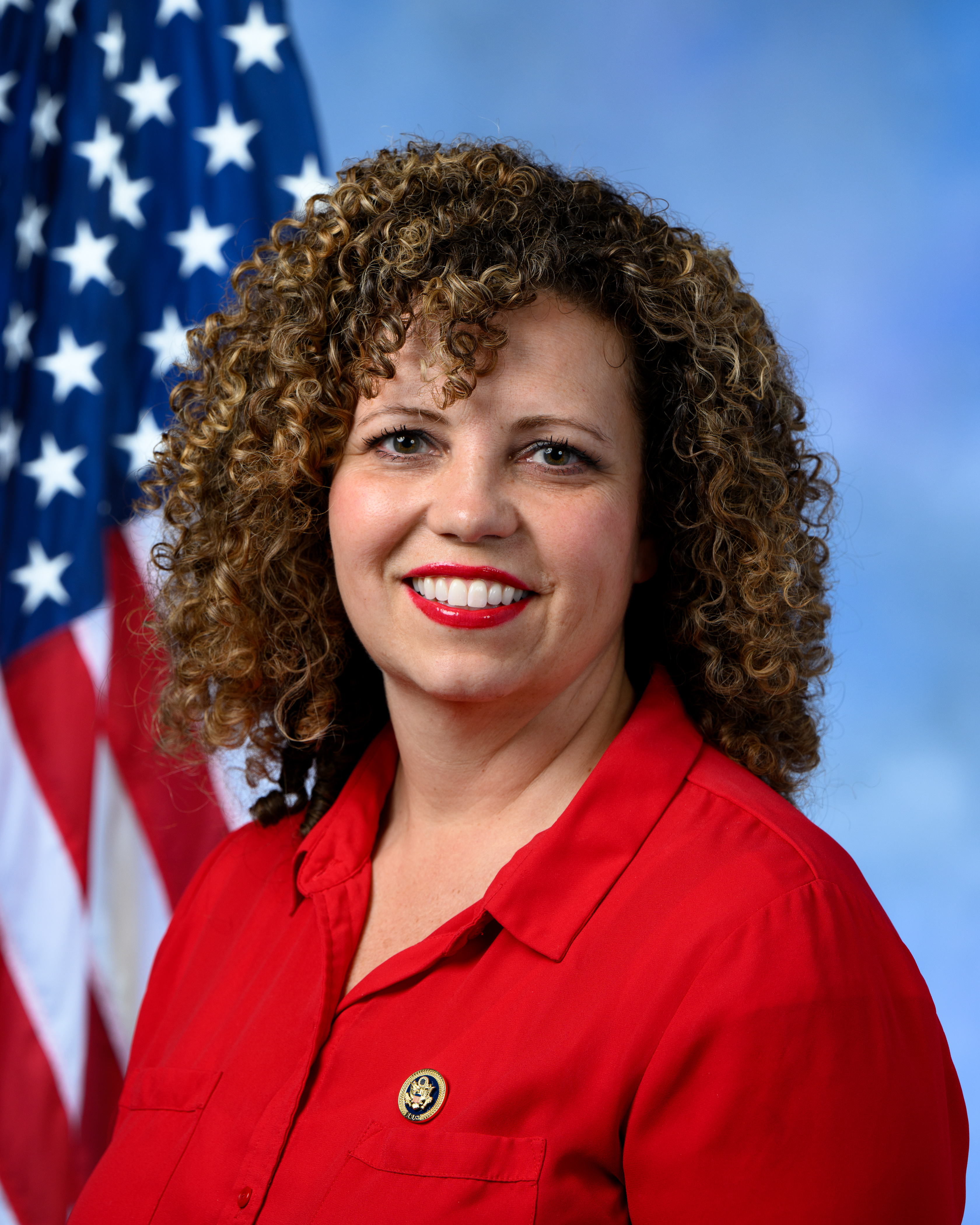
Celeste Maloy, derzeitige Vertreterin des zweiten Kongresswahlbezirks von Utah

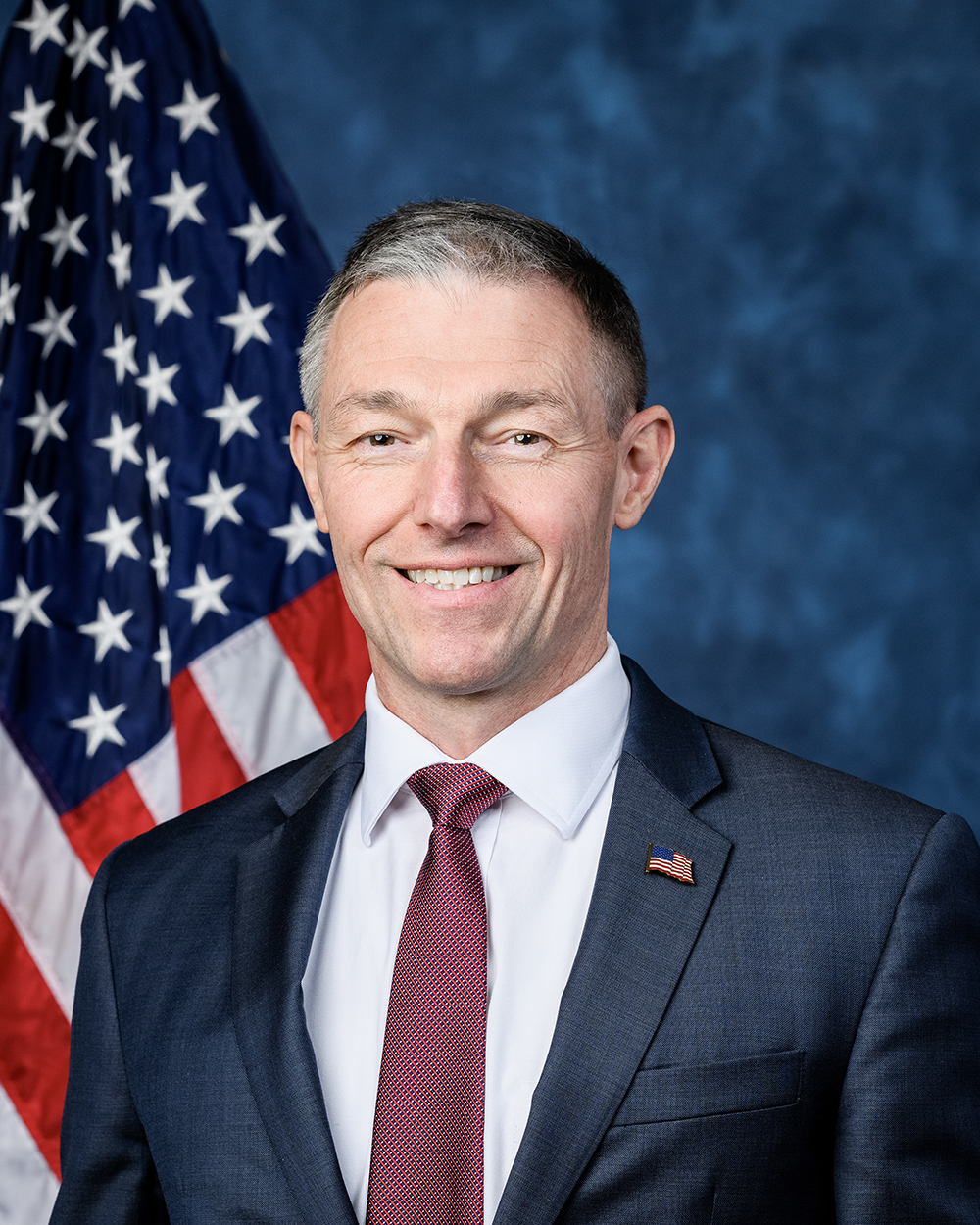
Mike Kennedy, derzeitiger Vertreter des dritten Kongresswahlbezirks von Utah

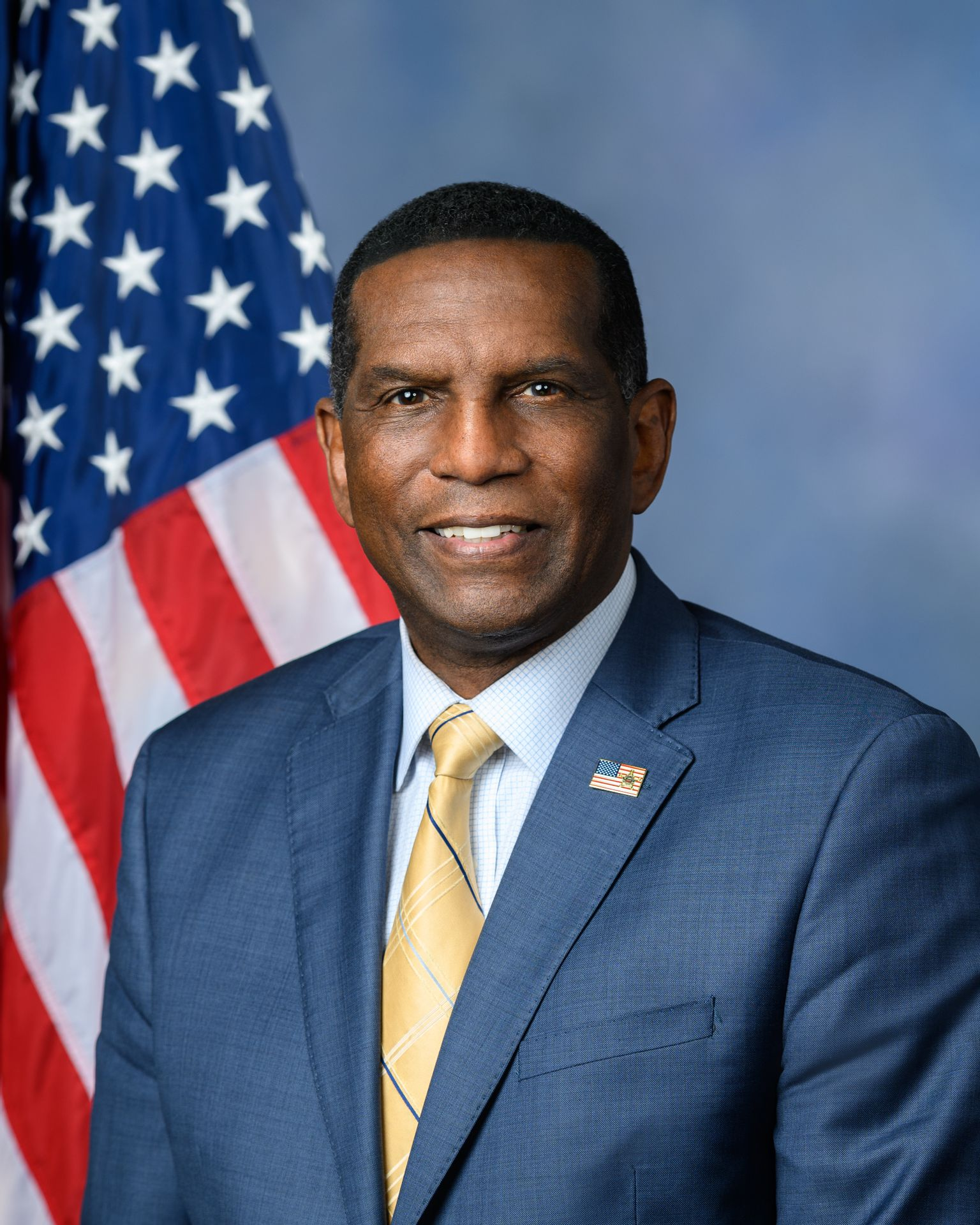
Burgess Owens, derzeitiger Vertreter des vierten Kongresswahlbezirks von Utah

### 1. Distrikt
Der 1. Distrikt entsandte von 1896 bis dato folgende Kongressabgeordnete:
| Name                    | Amtszeit  | Partei       | Lebensdaten                           |
| ----------------------- | --------- | ------------ | ------------------------------------- |
| Clarence Emir Allen     | 1896–1897 | Republikaner | 8. September 1852 – 9. Juli 1932      |
| William Henry King      | 1897–1899 | Demokrat     | 3. Juni 1863 – 27. November 1949      |
| Brigham Henry Roberts   | 1899      | Demokrat     | 13. März 1857 – 27. September 1933    |
| William Henry King      | 1900–1901 | Demokrat     | 3. Juni 1863 – 27. November 1949      |
| George Sutherland       | 1901–1903 | Republikaner | 25. März 1862 – 18. Juli 1942         |
| Joseph Howell           | 1903–1917 | Republikaner | 17. Februar 1857 – 18. Juli 1918      |
| Milton Holmes Welling   | 1917–1921 | Demokrat     | 25. Januar 1876 – 28. Mai 1947        |
| Don Byron Colton        | 1921–1933 | Republikaner | 15. September 1876 – 1. August 1952   |
| Orrice Abram Murdock    | 1933–1941 | Demokrat     | 18. Juli 1893 – 15. September 1979    |
| Walter Keil Granger     | 1941–1953 | Demokrat     | 11. Oktober 1888 – 21. April 1978     |
| Douglas R. Stringfellow | 1953–1955 | Republikaner | 24. September 1922 – 19. Oktober 1966 |
| Henry Aldous Dixon      | 1955–1961 | Republikaner | 29. Juni 1890 – 22. Januar 1967       |
| Morris Blaine Peterson  | 1961–1963 | Demokrat     | 26. März 1906 – 15. Juli 1985         |
| Laurence Junior Burton  | 1963–1971 | Republikaner | 30. Oktober 1926 – 27. November 2002  |
| Koln Gunn McKay         | 1971–1981 | Demokrat     | 23. Februar 1925 – 6. Oktober 2000    |
| James Vear Hansen       | 1981–2003 | Republikaner | 14. August 1932 – 14. November 2018   |
| Robert William Bishop   | 2003–2021 | Republikaner | * 13. Juli 1951                       |
| Blake David Moore       | seit 2021 | Republikaner | * 22. Juni 1980                       |

### 2. Distrikt
Der 2. Distrikt wurde nach dem Zensus von 1910 gegründet. Insgesamt vertraten ihn ab 1913 bis dato folgende Kongressabgeordnete:
| Name                         | Amtszeit  | Partei       | Lebensdaten                           |
| ---------------------------- | --------- | ------------ | ------------------------------------- |
| Jacob Johnson                | 1913–1915 | Republikaner | 1. November 1847 – 15. August 1925    |
| James Henry Mays             | 1915–1921 | Demokrat     | 29. Juni 1868 – 19. April 1926        |
| Elmer O. Leatherwood         | 1921–1929 | Republikaner | 4. September 1872 – 24. Dezember 1929 |
| Frederick Charles Loofbourow | 1930–1933 | Republikaner | 8. Februar 1874 – 8. Juli 1949        |
| James William Robinson       | 1933–1947 | Demokrat     | 19. Januar 1878 – 2. Dezember 1964    |
| William Adams Dawson         | 1947–1949 | Republikaner | 5. November 1903 – 7. November 1981   |
| Reva Zilpha Beck Bosone      | 1949–1953 | Demokrat     | 2. April 1895 – 21. Juli 1983         |
| William Adams Dawson         | 1953–1959 | Republikaner | 5. November 1903 – 7. November 1981   |
| David Sjodahl King           | 1959–1963 | Demokrat     | 20. Juni 1917 – 5. Mai 2009           |
| Sherman Parkinson Lloyd      | 1963–1965 | Republikaner | 11. Januar 1914 – 15. Dezember 1979   |
| David Sjodahl King           | 1965–1967 | Demokrat     | 20. Juni 1917 – 5. Mai 2009           |
| Sherman Parkinson Lloyd      | 1967–1973 | Republikaner | 11. Januar 1914 – 15. Dezember 1979   |
| Douglas Wayne Owens          | 1973–1975 | Demokrat     | 2. Mai 1937 – 18. Dezember 2002       |
| Allan Turner Howe            | 1975–1977 | Demokrat     | 6. September 1927 – 14. Dezember 2000 |
| David Daniel Marriott        | 1977–1985 | Republikaner | * 2. November 1939                    |
| David Smith Monson           | 1985–1987 | Republikaner | * 20. Juni 1945                       |
| Douglas Wayne Owens          | 1987–1993 | Demokrat     | 2. Mai 1937 – 18. Dezember 2002       |
| Karen Shepherd               | 1993–1995 | Demokrat     | * 5. Juli 1940                        |
| Enid Greene                  | 1995–1997 | Republikaner | * 5. Juni 1958                        |
| Merrill Cook                 | 1997–2001 | Republikaner | * 6. Mai 1946                         |
| James David Matheson         | 2001–2013 | Demokrat     | * 21. März 1960                       |
| Christopher Douglas Stewart  | 2013–2023 | Republikaner | * 15. Juli 1960                       |
| Celeste Maloy                | seit 2023 | Republikaner | * 22. Mai 1981                        |

### 3. Distrikt
Der 3. Distrikt wurde nach dem Zensus von 1980 gegründet. Insgesamt vertraten ihn ab 1983 bislang folgende Kongressabgeordnete:
| Name                     | Amtszeit  | Partei       | Lebensdaten                         |
| ------------------------ | --------- | ------------ | ----------------------------------- |
| Howard Curtis Nielson    | 1983–1991 | Republikaner | 12. September 1924 – 20. Mai 2020   |
| William Orton            | 1991–1997 | Demokrat     | 22. September 1948 – 18. April 2009 |
| Christopher Black Cannon | 1997–2009 | Republikaner | 20. Oktober 1950 – 8. Mai 2024      |
| Jason E. Chaffetz        | 2009–2017 | Republikaner | * 26. März 1967                     |
| John Ream Curtis         | 2017–2025 | Republikaner | * 10. Mai 1960                      |
| Mike Kennedy             | seit 2025 | Republikaner | * 2. Februar 1969                   |

### 4. Distrikt
Der 4. Distrikt wurde nach dem Zensus von 2010 gegründet. Insgesamt vertraten ihn ab 2013 bislang folgende Kongressabgeordnete:
| Name                     | Amtszeit  | Partei       | Lebensdaten        |
| ------------------------ | --------- | ------------ | ------------------ |
| James David Matheson     | 2013–2015 | Demokrat     | * 21. März 1960    |
| Ludmya Bourdeau Love     | 2015–2019 | Republikaner | * 6. Dezember 1975 |
| Benjamin Michael McAdams | 2019–2021 | Demokrat     | * 5. Dezember 1974 |
| Clarence Burgess Owens   | seit 2021 | Republikaner | * 2. August 1951   |